# Laura Tonke

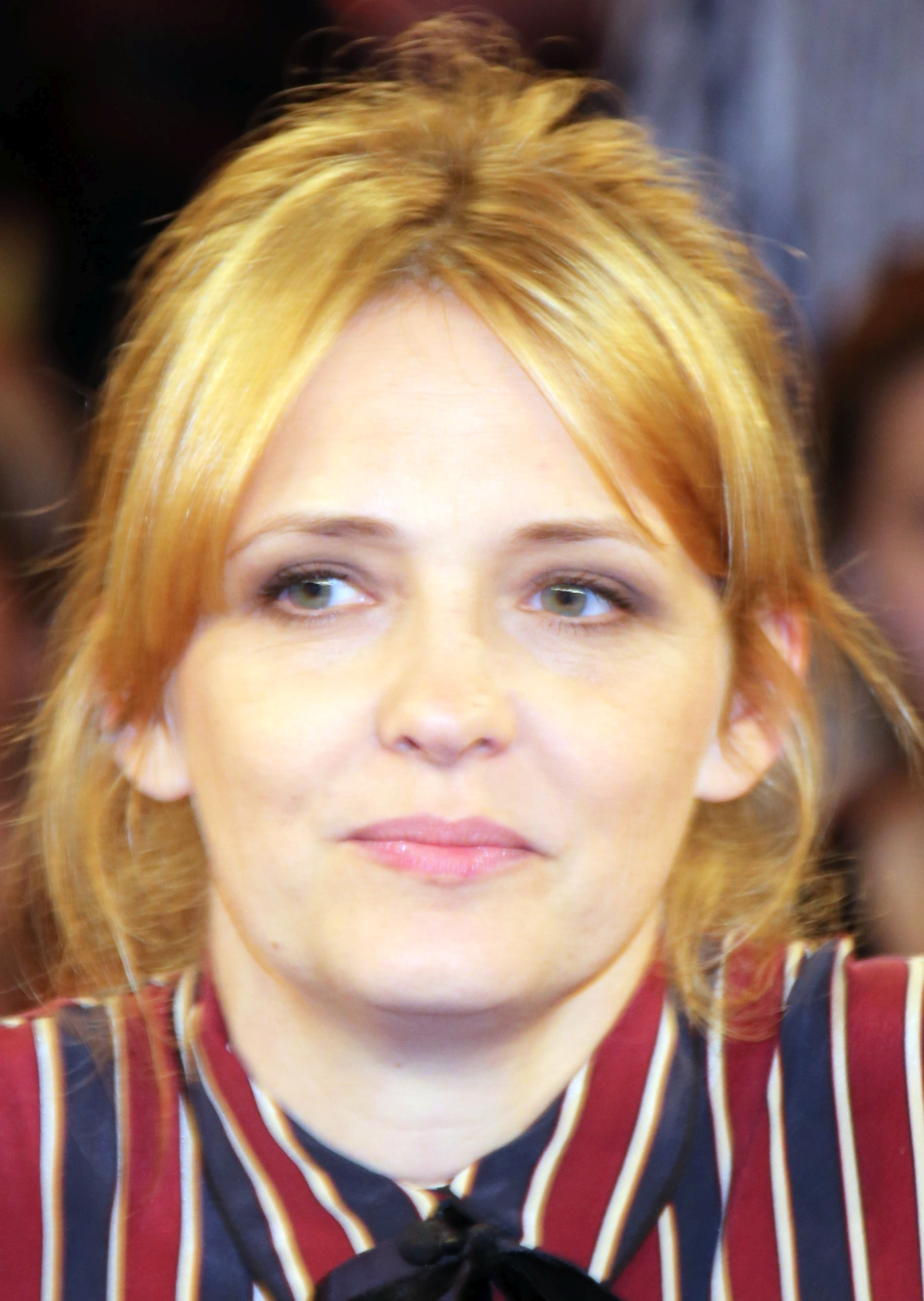
Laura Tonke (2016)

Laura Maori Tonke (* 14. April 1974 in West-Berlin) ist eine deutsche Schauspielerin.

## Leben
Laura Tonke ist die Tochter des Filmausstatters Michael Tonke. Sie wuchs in West-Berlin auf und studierte dort bis 1996 Theaterwissenschaften. Im Alter von 17 Jahren gab sie in Michael Kliers Spielfilm Ostkreuz ihr Debüt vor der Kamera. Zahlreiche Rollen in Spiel- und Fernsehfilmen folgten, parallel dazu auch Buchungen von Szene- und Modemagazinen als Model. Seit dem Frühjahr 2007 wirkt sie zudem bei Performance-Produktionen des Theaterkollektivs Gob Squad an der Berliner Volksbühne (bzw. Volksbühne im Prater) und anderen Theatern mit.

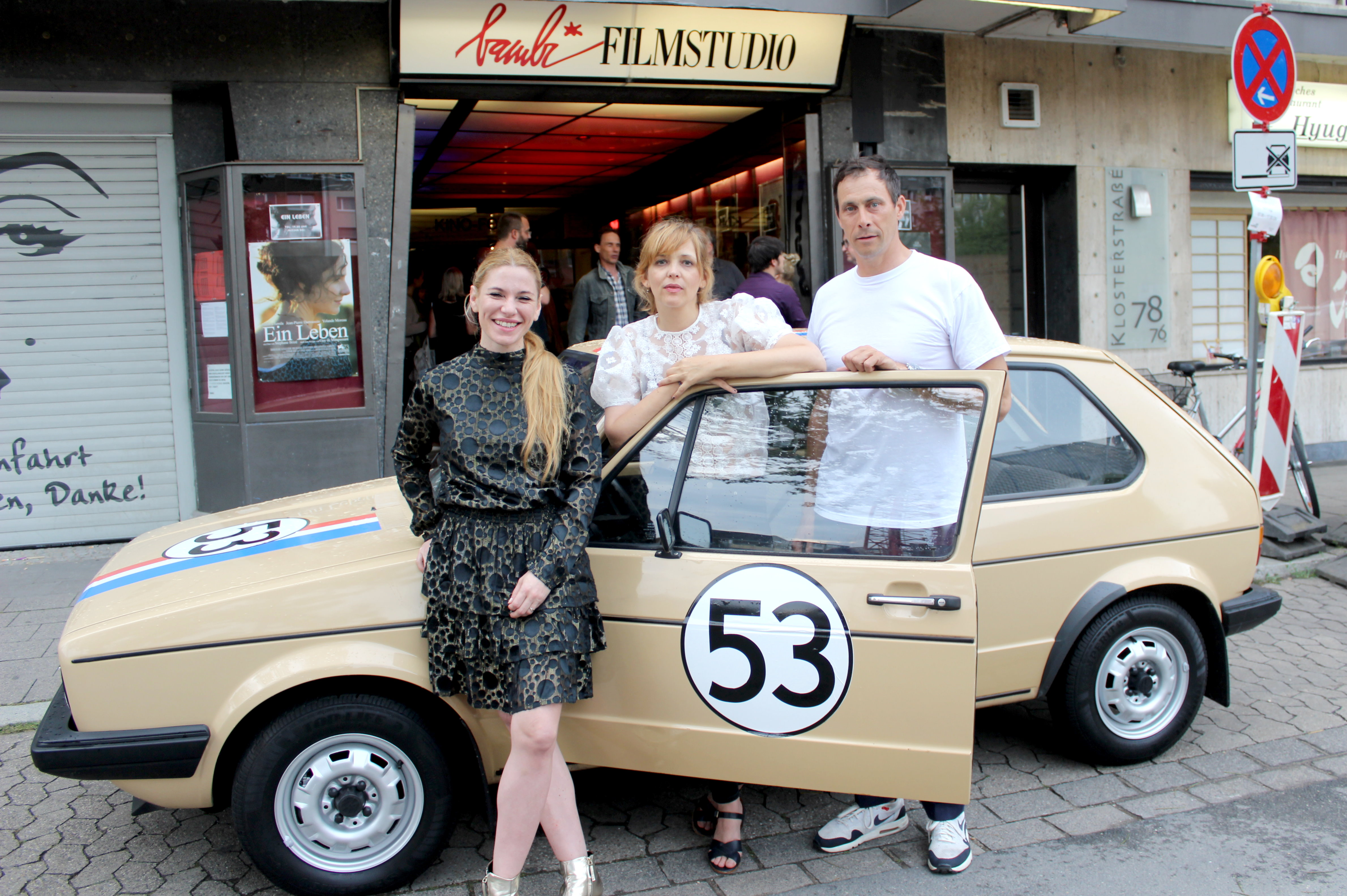
Filmpremiere: Zwei im falschen Film im Bambi Düsseldorf, 2018. V. l. n. r.: Laura Lackmann, Laura Tonke, Marc Hosemann

Im Jahr 2000 wurde Tonke als beste Nachwuchsschauspielerin mit der Lilli-Palmer-Gedächtniskamera ausgezeichnet. Für ihre Rolle der Gudrun Ensslin in Christopher Roths Spielfilm Baader wurde sie 2003 für den Deutschen Filmpreis nominiert.
In der Tragikomödie Hedi Schneider steckt fest von Sonja Heiss, die 2015 auf der Berlinale Premiere feierte, verkörperte sie die von plötzlichen Angstzuständen heimgesuchte Titelfigur. Dafür erntete sie gute Kritiken; so schrieb Der Spiegel beispielsweise: „Die Rolle der Hedi Schneider füllt sie […] dermaßen überzeugend und passgenau aus, als sei sie ihr auf den Leib geschrieben geworden.“
Bei der Verleihung des Deutschen Filmpreises 2016 gewann Tonke in den Kategorien „Beste weibliche Hauptrolle“ (Hedi Schneider) und „Beste weibliche Nebenrolle“ im Film Mängelexemplar (2016).
Laura Tonke hat einen Sohn und lebt in Berlin.

## Filmografie
- 1991: Ostkreuz
- 1994: Mach die Musik leiser
- 1995: Die Tour
- 1996: Gnadenlos – Zur Prostitution gezwungen
- 1997: 2 1/2 Minuten
- 1997: Schimanski – Die Schwadron
- 1997: Winterschläfer
- 1997: Silvester Countdown
- 1997: Silber und Gold
- 1997: Polizeiruf 110 – Über den Tod hinaus
- 1997: Tatort: Bierkrieg
- 1998: Just Married
- 1998: Der Pirat
- 1998: Angel Express
- 1999: Klemperer – Ein Leben in Deutschland (Fernsehserie, 2 Folgen)
- 1999: St. Pauli Nacht
- 1999: Gangster
- 1999: Drachenland
- 1999: Bittere Unschuld
- 1999: Ein starkes Team: Die Natter (Fernsehfilm)
- 1999: Der Mörder meiner Mutter
- 2000: Donna Leon – Vendetta (Fernsehserie)
- 2000: Dich schickt der Himmel
- 2000: Wolfsheim
- 2000: Tatort: Von Bullen und Bären
- 2000: Ebene 9
- 2001: Herz
- 2001: Junimond
- 2002: Pigs Will Fly
- 2002: Baader
- 2002: Schleudertrauma
- 2003: Doppelter Einsatz – Einer stirbt immer
- 2003: Hamlet X
- 2004: Farland
- 2004: Wedding
- 2005: Falscher Bekenner
- 2005: Im Schwitzkasten
- 2005: Warum Ulli sich am Weihnachtsabend umbringen wollte
- 2007: Contergan
- 2007: Der letzte Zeuge – Unter Schwestern
- 2007: Tatort: Tödliche Habgier
- 2007: Tarragona – Ein Paradies in Flammen
- 2007: After Effect
- 2008: Der Bergdoktor – Familienbande
- 2008: Kommissar Stolberg – Irrlichter
- 2009: Viva Europa!
- 2010: Eine flexible Frau
- 2010: KDD – Kriminaldauerdienst (Fernsehserie, 7 Folgen)
- 2010: Bedways
- 2010: Tatort: Schlafende Hunde
- 2010: Madly in Love – Verrückt vor Liebe
- 2011: Das Duo – Der tote Mann und das Meer
- 2012: Marie Brand und das Lied von Tod und Liebe
- 2013: Tatort: Mord auf Langeoog
- 2013: Mord in den Dünen
- 2014: Polizeiruf 110 – Familiensache
- 2014: Worst Case Scenario
- 2014: Tatort: Vielleicht
- 2014: Neben der Spur – Adrenalin
- 2015: Hedi Schneider steckt fest
- 2015: Der Lack ist ab – #cannabis
- 2015: Weinberg (Fernsehserie, 6 Folgen)
- 2015: Der Staat gegen Fritz Bauer
- 2016: Die Toten vom Bodensee – Stille Wasser
- 2016: Mängelexemplar
- 2016: Tatort: Narben
- 2017: Axolotl Overkill
- 2017: Tatort: Der scheidende Schupo
- 2017: Sommerhäuser
- 2017: Zwei im falschen Film
- 2018: Bist du glücklich? (Fernsehfilm)
- 2018: So viel Zeit
- 2019: TKKG
- 2019: Totgeschwiegen (Fernsehfilm)
- 2019: Mein Lotta-Leben – Alles Bingo mit Flamingo!
- 2020: Tatort: Tschill Out
- 2020: Tatort: Lass den Mond am Himmel stehn
- 2020: Sløborn (Fernsehserie, 8 Folgen)
- 2020: Polizeiruf 110: Der Verurteilte
- 2020: Kein einfacher Mord (Fernsehfilm)
- 2021: Letzte Spur Berlin – Nähe
- 2021: Löwenzahn: Familie – Der bunte Haufen
- 2022: A E I O U – Das schnelle Alphabet der Liebe
- 2022: Mein Lotta-Leben: Alles Tschaka mit Alpaka!
- 2022: Jenseits der Spree – Wertstoff
- 2022: Kranitz – Bei Trennung Geld zurück – Astrid & Mike – Der Junge hat Triebstau
- 2023: Caveman
- 2023: Wann wird es endlich wieder so, wie es nie war
- 2023: Maret
- 2023: Jupiter
- 2023: Die Tagebücher von Adam und Eva
- 2024: Sexuell verfügbar (Fernsehserie, 5 Folgen)
- 2024: Alles Fifty Fifty
- 2024: Feste & Freunde – Ein Hoch auf uns! (Feste & Freunde)
- 2025: Der Prank
- 2025: Amrum

## Musikvideos
- 2003: Ich bin müde von Fettes Brot
- 2008: 3 Millionen von Bosse
- 2008: Was hat die Zeit mit uns gemacht von Udo Lindenberg
- 2009: Liebe ist leise von Bosse
- 2009: Nathalie von Rummelsnuff
- 2019: Hallo Hometown von Bosse

## Theater / Performance
- 2007: Gob Squad’s Kitchen, Volksbühne Berlin im Prater
- 2007: Forever Young, Frank Castorfs Bearbeitung von Tennessee Williams’ Süßer Vogel Jugend
- 2008: Saving the World, mit Gob Squad in Hamburg, Berlin, Wien, Mannheim
- 2010: Revolution Now! Mit Gob Squad, Volksbühne Berlin
- 2012: Dancing About mit Gob Squad, Roter Salon der Volksbühne Berlin
- 2016: War and Peace mit Gob Squad, Volksbühne Berlin
- 2020: Show Me A Good Time mit Gob Squad, Hebbel am Ufer (HAU) Berlin – eingeladen zum Berliner Theatertreffen 2021

Quelle

## Dokumentarfilm
- Mädchen am Sonntag. Filmporträt, Deutschland, 2005, 79 Min., Regie: RP Kahl, Interviews mit den Schauspielerinnen Laura Tonke, Katharina Schüttler, Inga Birkenfeld, Nicolette Krebitz.

## Auszeichnungen
- 2000: Goldene Kamera, Beste Nachwuchsschauspielerin (Lilli-Palmer-Gedächtniskamera)
- 2016: Deutscher Filmpreis, Beste weibliche Hauptrolle (in Hedi Schneider steckt fest)
- 2016: Deutscher Filmpreis, Beste weibliche Nebenrolle (in Mängelexemplar)
- 2021: Deutscher Schauspielpreis in der Kategorie Schauspielerin in einer Nebenrolle in Polizeiruf 110: Der Verurteilte
- 2023: Günter-Rohrbach-Filmpreis: Darstellerpreis für Wann wird es endlich wieder so, wie es nie war[7]

## Publikation
- Laura Tonke: Meine schönste Zeit. Facebook-Graffitis Okt 2008 – März 2009. Maas Media Verlag, Berlin 2009, ISBN 978-3-940999-13-9 (Computerzeichnungen).